# Hermann Herder (Verleger, 1864)
Hermann Herder sen. (* 14. Januar 1864 in Freiburg im Breisgau; † 19. Oktober 1937 ebenda) war ein deutscher Verleger und von 1888 bis 1937 Geschäftsleiter der Verlagsgruppe Herder, zu der auch der Verlag Herder in Freiburg im Breisgau gehört.

## Unternehmerisches Wirken
Hermann Herder sen. übernahm die Verlagsleitung in der dritten Generation nach dem Tod seines Vaters Benjamin Herder. Der Verlag zählte damals 180 Mitarbeiter. Im Jahre 1901 war die Mitarbeiterzahl auf 468 Angestellte angestiegen. 1910 wurde der Grundstein des neuen Verlagsgebäudes im Freiburger Stadtteil Neuburg gelegt. Das so genannte Rote Haus wurde 1912 eingeweiht – damals noch in der Johanniterstraße, die heute Hermann-Herder-Straße heißt. 1919 wandelten Herder und sein Mitgesellschafter Philipp Dorneich die Verlagshandlung in eine GmbH um, weil sie hofften, damit das Fortbestehen des Verlags Herder abzusichern. Das Überleben der Verlagsgruppe zu Zeiten der Hyperinflation während der Weimarer Republik schrieb Hermann Herder ausschließlich den Verkäufen im Ausland zu. Mitte der 1930er wurde seine verlegerische Arbeit in Deutschland zunehmend durch die NSDAP behindert. Als Hermann Herder sen. am 19. Oktober 1937 stirbt, übernimmt sein Schwiegersohn Theophil Herder-Dorneich seine Nachfolge.
Während Hermann Herders Führung wurden Buchhandlungen und Firmen in zahlreichen deutschen Städten wie Tauberbischofsheim, Berlin, Frankfurt, Köln, Münster, Breslau oder Saarbrücken sowie im Ausland in Braniewo, Barcelona, Rom und Tokio eröffnet oder übernommen. Die große Mehrheit davon ging durch die beiden Weltkriege und spätere wirtschaftliche Schwierigkeiten der Verlagsgruppe wieder verloren oder wurden von ihr durch Aufteilung auf die Familie Herder rechtlich und wirtschaftlich getrennt.
Unter seiner Leitung wurden das Staatslexikon, das Konversationslexikon Der Große Herder und weitere Fachlexika, das Schott-Messbuch sowie Bücher von Heinrich Hansjakob, Joseph Spillmann oder Romano Guardini herausgegeben. Das Verlagsprogramm zu seiner Zeit umfasste hauptsächlich Kirchenbücher, katholische Lehrbücher, Reiseliteratur, Pädagogikratgeber, gesellschaftliche und politische Sachbücher. Des Weiteren erschienen in dieser Zeit zahlreiche Bücher des Verlags in romanischen Sprachen und eine katholische Enzyklopädie auf Japanisch.
Auch neben der Leitung der Verlagsgruppe Herder führte Hermann Herder sen. ein vielseitiges Unternehmerleben. So war er auch Vorsitzender der Kranken-, Alters- und Sterbekasse der Freiburger Fabrikarbeiter, Geschäftsführer des Collegium Sapianetiae, des Freiburger Studierendenhauses für studierende Priester, Vorstandsmitglied und Mitbegründer der Vereinigung der katholischen Buchhändler, Beirat der Handelskammer Freiburg, Senator der Deutschen Akademie in München und Tipografi Editori Pontifici durch Papst Benedikt XV. Von 1900 bis 1918 war er Stadtrat in Freiburg. Des Weiteren war er Träger des Piusordens, des Ordens Isabellas der Katholischen, der Ehrung als Geheimer Kommerzienrat und Ehrendoktor der philosophischen Fakultät der Universität Freiburg. Während seiner Studienzeit war Herder Mitglieder der K.D.St.V. Arminia Freiburg im Breisgau im CV geworden, 1908 wurde Herder Ehrenmitglied der katholischen Studentenverbindung K.St.V. Brisgovia Freiburg im KV und 1911 Ehrenmitglied der KDStV Hercynia Freiburg im Breisgau. Zudem war er Ehrenmitglied der KÖStV Austria Wien.

## Privatleben
In den 1890er Jahren verbrachte Hermann Herder sen. viel Zeit auf Reisen unter anderem nach Österreich, Italien, in den Orient, nach Nordafrika und Südosteuropa, England, Mexiko, Kuba und in die USA. Am 22. Februar 1900 heiratete er in Prag Charlotte Willmann (geb. 24. März 1872), die Tochter des Pädagogen und Philosophen Otto Willmann. Ihr einziges Kind Elisabeth wird am 7. Dezember darauf geboren. Sie heiratet später den Sohn seines Mitgesellschafters Philipp Dorneich, der daraufhin den Namen Theophil Herder-Dorneich annahm. Bei Ausbruch des Ersten Weltkriegs leitete Hermann Herder als Hauptmann d.R. ein Rekrutendepot in Sigmaringen, während seine Frau Charlotte im Freiburger Verlagshaus ein Lazarett einrichtete. 1915 tat er in den Ardennen Dienst als Kompanieführer. Bis er zum Major befördert und ihm das Eiserne Kreuz I. Klasse verliehen wurde, waren weitere Stationen die Champagne und Donaueschingen.